# Arachnodes rubrolimbatus
Arachnodes rubrolimbatus är en skalbaggsart som beskrevs av Antoine Boucomont 1937. Arachnodes rubrolimbatus ingår i släktet Arachnodes och familjen bladhorningar. Inga underarter finns listade.